# Senefeldera testiculata
Senefeldera testiculata là một loài thực vật có hoa trong họ Đại kích. Loài này được Pittier miêu tả khoa học đầu tiên năm 1923.